# Nanping
Nanping (en chino, 南平; pinyin, Nánpíng; pe̍h-ōe-jī, Lâm-pêng; literalmente, ‘paz del sur’), históricamente Yanping (en chino simplificado, 延平; pe̍h-ōe-jī, Iân-pêng) es una ciudad-prefectura en la provincia de Fujian, República Popular China. Limita al norte con Shangrao, al sur con Fuzhou, al oeste con Sanming y al este con Ningde. Su área es de 26 300 km² y su población es de 2.9 millones habitantes. La ciudad está accidentada por el monte Wuyi. Su principal dialecto es el Min Bei.

## Administración
La ciudad prefectura de Nanping se divide en 1 distrito (qu) , 4 municipios (shi) y 5 condados (xian).
- Guāngzé Xiàn: 134 113
- Jiànōu Shì: 452 174
- Jiànyáng Qū: 289 362
- Pŭchéng Xiàn: 304 583
- Shàowŭ Shì: 275 112
- Shùnchāng Xiàn: 191 588
- Sōngxī Xiàn: 125 472
- Wŭyíshān Shì: 233 554
- Yánpíng Qū: 467 875
- Zhènghé Xiàn: 171 715

## Clima
El panorama de la ciudad es constituido por bajas montañas y colinas. Nanping está rodeada por montañas excepto en el sur. Nanping está dividida por ríos que recorren en ella. La ciudad de Nanping, al igual que el resto de la provincia de Fujian, tiene un clima subtropical húmedo, con cortas y suaves (heladas ocasionales), y veranos largos, calurosos y húmedos. La primavera y el otoño son cálidos períodos de transición. La precipitación anual es grande, pero se concentra en primavera y verano. Otoño e invierno son relativamente más secos, pero no en exceso.
La temperatura media del mes más caluroso es julio con 29 °C, mientras que enero es el más frío con 9 °C.
| Parámetros climáticos promedio de Nanping (1971–2000) | Parámetros climáticos promedio de Nanping (1971–2000) | Parámetros climáticos promedio de Nanping (1971–2000) | Parámetros climáticos promedio de Nanping (1971–2000) | Parámetros climáticos promedio de Nanping (1971–2000) | Parámetros climáticos promedio de Nanping (1971–2000) | Parámetros climáticos promedio de Nanping (1971–2000) | Parámetros climáticos promedio de Nanping (1971–2000) | Parámetros climáticos promedio de Nanping (1971–2000) | Parámetros climáticos promedio de Nanping (1971–2000) | Parámetros climáticos promedio de Nanping (1971–2000) | Parámetros climáticos promedio de Nanping (1971–2000) | Parámetros climáticos promedio de Nanping (1971–2000) | Parámetros climáticos promedio de Nanping (1971–2000) |
| Mes                                                   | Ene.                                                  | Feb.                                                  | Mar.                                                  | Abr.                                                  | May.                                                  | Jun.                                                  | Jul.                                                  | Ago.                                                  | Sep.                                                  | Oct.                                                  | Nov.                                                  | Dic.                                                  | Anual                                                 |
| ----------------------------------------------------- | ----------------------------------------------------- | ----------------------------------------------------- | ----------------------------------------------------- | ----------------------------------------------------- | ----------------------------------------------------- | ----------------------------------------------------- | ----------------------------------------------------- | ----------------------------------------------------- | ----------------------------------------------------- | ----------------------------------------------------- | ----------------------------------------------------- | ----------------------------------------------------- | ----------------------------------------------------- |
| Temp. máx. media (°C)                                 | 14.7                                                  | 15.7                                                  | 19.4                                                  | 24.4                                                  | 27.9                                                  | 31.3                                                  | 34.6                                                  | 34.0                                                  | 30.9                                                  | 26.6                                                  | 21.3                                                  | 16.7                                                  | 24.8                                                  |
| Temp. mín. media (°C)                                 | 6.5                                                   | 8.0                                                   | 11.4                                                  | 15.8                                                  | 19.5                                                  | 22.6                                                  | 24.5                                                  | 24.2                                                  | 22.0                                                  | 17.6                                                  | 12.3                                                  | 7.4                                                   | 16                                                    |
| Precipitación total (mm)                              | 59.2                                                  | 109.8                                                 | 202.9                                                 | 216.2                                                 | 277.6                                                 | 260.0                                                 | 148.9                                                 | 127.6                                                 | 100.7                                                 | 73.1                                                  | 41.2                                                  | 35.4                                                  | 1652.6                                                |
| Días de precipitaciones (≥ 0.1 mm)                    | 11.7                                                  | 14.8                                                  | 18.3                                                  | 19.1                                                  | 19.7                                                  | 17.3                                                  | 12.6                                                  | 13.9                                                  | 11.8                                                  | 8.2                                                   | 7.0                                                   | 7.7                                                   | 162.1                                                 |
| Horas de sol                                          | 95.6                                                  | 82.2                                                  | 89.4                                                  | 111.4                                                 | 129.8                                                 | 156.1                                                 | 241.1                                                 | 223.8                                                 | 175.2                                                 | 157.4                                                 | 131.6                                                 | 127.0                                                 | 1720.6                                                |
| Humedad relativa (%)                                  | 78                                                    | 79                                                    | 80                                                    | 79                                                    | 80                                                    | 81                                                    | 75                                                    | 76                                                    | 77                                                    | 76                                                    | 77                                                    | 77                                                    | 77.9                                                  |
| Fuente: China Meteorological Administration           |                                                       |                                                       |                                                       |                                                       |                                                       |                                                       |                                                       |                                                       |                                                       |                                                       |                                                       |                                                       |                                                       |